# Tjeckiens herrlandslag i handboll
Tjeckiens herrlandslag i handboll representerar Tjeckien i handboll på herrsidan. Laget var framgångsrikt under 1990-talet. I Europamästerskap har laget som bäst placerat sig på en sjätte plats. I världsmästerskap är bästa resultatet en åttonde plats.

## Kända spelare
- Jan Filip
- Martin Galia
- Filip Jícha
- David Juříček
- Daniel Kubeš